# Llista de cançons del Guitar Hero: Aerosmith
Repertori complet del Guitar Hero: Aerosmith, videojoc musical desenvolupat per Neversoft i publicat per Activision. Es tracta de la segona expansió de la saga Guitar Hero. El joc va sortir a la venda el 26 de juny de 2008 per les consoles Xbox 360, PlayStation 2, PlayStation 3 i Wii, i també pels ordinadors PC i Mac. És el primer joc de la saga que està dedicat a una banda específica, Aerosmith, de manera que la majoria de les cançons pertanyen al grup excepte algunes que pertanyen a altres bandes que ha servit d'inspiració o han treballat conjuntament durant la història del grup. El joc està basat en el tercer títol de la saga, el Guitar Hero III: Legends of Rock, de forma que el sistema de joc i l'estructura són iguals.
El repertori complet inclou un total de 41 cançons, de les quals 25 són pròpies del grup Aerosmith i 4 són del guitarrista principal del grup Joe Perry. La resta pertanyen a altres grups relacionats, ja siguin influències que han rebut o grups amb qui han col·laborat durant tota la seva trajectòria.

## Repertori principal
El mode carrera individual conté 31 cançons dividides en sis escenaris, cada un dels quals representa un esdeveniment o lloc important dins la història del grup. Les dues primeres cançons de cada etapa representen els teloners del concert, En cada escenari, primer hi apareixen dues cançons dels altres grups que representen els teloners d'un concert, i un cop superades, es desbloquegen dues cançons d'Aerosmith o Joe Perry. En superar un escenari apareix una cançó extra abans d'accedir al següent. L'última etapa finalitza amb un duel contra el guitarrista principal de grup Joe Perry.
Les cançons pròpies del grup i de Joe Perry són totes gravacions originals i algunes regravades específicament pel videojoc a causa de la manca de les còpies originals. Les cançons que són versions han estat realitzades per WavegroupSound i Steve Ouimette.
| Any  | Títol                          | Artista                       | Original | Escenari                                                  |
| ---- | ------------------------------ | ----------------------------- | -------- | --------------------------------------------------------- |
| 1964 | "All Day and All of the Night" | The Kinks                     |          | 2. "First Taste of Success" (Max's Kansas City)           |
| 1972 | "All the Young Dudes"          | Mott the Hoople               |          | 1. "Getting the Band Together" (Nipmuc High School)       |
| 1991 | "Always on the Run"            | Lenny Kravitz featuring Slash | 1        | 5. "The Great American Band" (Half Time Show)             |
| 1976 | "Back in the Saddle"           | Aerosmith                     | 1        | 5. "The Great American Band" (Half Time Show)             |
| 2001 | "Beyond Beautiful"2            | Aerosmith                     | 1        | 5. "The Great American Band" (Half Time Show)             |
| 1977 | "Bright Light Fright"          | Aerosmith                     | 1        | 4. "International Superstars" (Moscow)                    |
| 1977 | "Cat Scratch Fever"            | Ted Nugent                    | 1        | 6. "Rock N Roll Legends" (Rock & Roll Hall of Fame)       |
| 1977 | "Complete Control"             | The Clash                     | 1        | 3. "The Triumphant Return" (The Orpheum)                  |
| 1977 | "Draw the Line"                | Aerosmith                     | 1        | 1. "Getting the Band Together" (Nipmuc High School) Extra |
| 2007 | "Dream On"1                    | Aerosmith                     | 1        | 5. "The Great American Band" (Half Time Show) Extra       |
| 1979 | "Dream Police"                 | Cheap Trick                   | 1        | 1. "Getting the Band Together" (Nipmuc High School)       |
| 2007 | "Guitar Battle vs Joe Perry"2  | Joe Perry                     | 1        | 6. "Rock N Roll Legends" (Rock & Roll Hall of Fame)       |
| 1990 | "Hard to Handle"               | The Black Crowes              |          | 5. "The Great American Band" (Half Time Show)             |
| 1988 | "I Hate Myself for Loving You" | Joan Jett i The BlackHearts   | 1        | 2. "First Taste of Success" (Max's Kansas City)           |
| 1985 | "King of Rock"                 | Run-DMC                       | 1        | 4. "International Superstars" (Moscow)                    |
| 1993 | "Livin' on the Edge"           | Aerosmith                     | 1        | 3. "The Triumphant Return" (The Orpheum)                  |
| 1989 | "Love in an Elevator"2         | Aerosmith                     | 1        | 3. "The Triumphant Return" (The Orpheum) Extra            |
| 2007 | "Make It"1                     | Aerosmith                     | 1        | 1. "Getting the Band Together" (Nipmuc High School)       |
| 2007 | "Mama Kin"1                    | Aerosmith                     | 1        | 6. "Rock N Roll Legends" (Rock & Roll Hall of Fame)       |
| 2007 | "Movin' Out"1                  | Aerosmith                     | 1        | 2. "First Taste of Success" (Max's Kansas City)           |
| 1979 | "No Surprize"2                 | Aerosmith                     | 1        | 2. "First Taste Of Success" (Max's Kansas City)           |
| 1976 | "Nobody's Fault"               | Aerosmith                     | 1        | 4. "International Superstars" (Moscow)                    |
| 1973 | "Personality Crisis"           | New York Dolls                |          | 3. "The Triumphant Return" (The Orpheum)                  |
| 1987 | "Rag Doll"2                    | Aerosmith                     | 1        | 3. "The Triumphant Return" (The Orpheum)                  |
| 1992 | "Sex Type Thing"               | Stone Temple Pilots           | 1        | 6. "Rock N Roll Legends" (Rock & Roll Hall of Fame)       |
| 1985 | "She Sells Sanctuary"          | The Cult                      | 1        | 4. "International Superstars" (Moscow)                    |
| 1975 | "Sweet Emotion"                | Aerosmith                     | 1        | 2. "First Taste of Success" (Max's Kansas City) Extra     |
| 1975 | "Toys in the Attic"            | Aerosmith                     | 1        | 6. "Rock N Roll Legends" (Rock & Roll Hall of Fame)       |
| 1974 | "Train Kept A-Rollin'"         | Aerosmith                     | 1        | 6. "Rock N Roll Legends" (Rock & Roll Hall of Fame) Extra |
| 1975 | "Uncle Salty"                  | Aerosmith                     | 1        | 1. "Getting the Band Together" (Nipmuc High School)       |
| 1986 | "Walk This Way"                | Run-DMC featuring Aerosmith   | 1        | 4. "International Superstars" (Moscow) Extra              |

## Cançons de bonificació
A part del repertori principal, el videojoc disposa d'una llista de cançons de bonificació que cal desbloquejar en la botiga virtual del joc, anomenada "The Vault", mitjançant els diners aconseguits en el mode carrera. La botiga també disposa de més material addicional com personatges, guitarres, acabats o videos amb entrevistes amb Aerosmith. Un cop desbloquejades, les cançons es poden utilitzar en qualsevol dels modes de joc. Totes les cançons sense excepció són gravacions originals.
| Any  | Títol                           | Artista   |
| ---- | ------------------------------- | --------- |
| 1976 | "Combination"                   | Aerosmith |
| 2007 | "Joe Perry Guitar Battle"2      | Joe Perry |
| 1977 | "Kings and Queens"              | Aerosmith |
| 1985 | "Let the Music Do the Talking"2 | Aerosmith |
| 2005 | "Mercy"                         | Joe Perry |
| 1974 | "Pandora's Box"                 | Aerosmith |
| 1998 | "Pink"                          | Aerosmith |
| 1976 | "Rats in the Cellar"2           | Aerosmith |
| 2005 | "Shakin' My Cage"               | Joe Perry |
| 2005 | "Talk Talkin'"2                 | Joe Perry |
| 1975 | "Walk This Way"                 | Aerosmith |